# Drumontiana dentata
Drumontiana dentata là một loài bọ cánh cứng trong họ Cerambycidae.